# Podilymbus
Podilymbus és un gènere d'ocells aquàtics de la família dels podicipèdidss (Podicipedidae). Aquests cabussets viuen en zones humides del continent americà.

## Taxonomia
Segons la classificació del Congrés Ornitològic Internacional (versió 2.6, 2010) aquest gènere està format per dues espècies, si bé la segona d'elles és considerada extinta:
- Cabusset de l'Atitlan (Podylimbus gigas).[2]
- Cabusset becgròs (Podilymbus podiceps).[3]